# چهل‌چشمه
چهل‌چشمه (به کردی چل‌چه‌مه) نام یک رشته کوهستانی است در غرب ایران و در استان کردستان مابین شهرهای سقز، دیواندره و مریوان قرار گرفته‌ است و بلندترین قله آن با ارتفاع ۳۲۷۳ متر در نزدیک روستاهای اسحاق آباد و کانعمت در فاصله ۵۶ کیلومتری جنوب سقز واقع شده است.  کوهستان چهل چشمه شامل حدود بیست قلهٔ دیگر می‌باشد از جمله کوه شاه‌نشین، کوه دالاش، کوه دوبرا، کوه سلطان ئه‌خزه‌ر توو، کوه باینچوب، کوه افراسیاب، کوه کانی میران، کوه مزگت و میرزا (مسجد و میرزا)، باشورتی و کوه کل کوژ با ارتفاعات گوناگون می باشد. خود قلهٔ چهل‌چشمه یا شاه‌نشین دارای یال‌های متعددی می‌باشد، ازجمله: کل با، یا یال مله که وه، یال کانی زلیخا یا قولی زلیخا، یال گاوه لال، یال برده قبله، یال شاه‌نشین، یال کال کالی، یال دلو، یال ساتیار، یال ئه‌ستیره ره‌ش (ستاره سیاه).
این منطقه از برف‌گیرترین و سردسیرترین مناطق کردستان به حساب می‌آید و در تمام طول سال از برف پوشیده شده‌است. همچنین جز بزرگترین یخچال های طبیعی ایران نیز به شمار می آید.

## روستاهای اطراف
از روستاهای اطراف چهل چشمه می‌توان به بخش سرشیو سقز (اسحاق آباد، کانعمت ، بسطام)  ، بخش مریوان (آگجه ، گوگجه ، کانی تمرخان ، تراق تپه ، قامچیان ) و بخش دیواندره (توکلان ، بست، دره گاوان، گل‌قلعه یا شاقلعه ، نرگسله ) اشاره نمود. از مسیرهای معمول برای فتح این کوهستان می‌توان به  مسیر روستاهای ، اسحاق آباد ، بست ، توکلان برای فتح قله های( شانشین ، گاوەلان ، قولیزلیخا یا سولانە سخت ) و توکلان ، گوگجه و نرگسله برای فتح قله های (سلطان ، دوبرا و مسجد و میرزا) اشاره نمود. لازم است ذکر شود که در نزدیکی روستای بست یک پناهگاه جهت استفاده کوهنوردان احداث گردیده است

## پوشش گیاهی
این مجموعه عظیم کوهستانی صدها گونهٔ گیاهی دارویی بی‌نظیر را در خود جای داده است ازجمله: سولان یاگل پامچال، کاشمه، لووشه، پسل یا کول، سموور، ریواس، منی، سووره بنه، گون، کنیوال، پیچک، برزا، سنوبر، قیتران، بنفشه، سالمه و... بی‌نظیرترین مجموعهٔ گل و گیاه را در ایران به وجود آورده است.
که اخیراً به دلیل استفاده ی بیش از حد وکندن ریشه ی گیاه به شدت در حال کاهش است.

## سوغاتی ها
از سوغاتی های این کوهستان و روستاهای آن میتوان به کره حیوانی و روغن حیوانی و همچنین عسل طبیعی چهل چشمه علی الخصوص عسل روستای توکلان با اسم (عسل طبیعی چهل چشمه یا عسل توکلان )که دارای شهرت و نام هست و جزو باکیفیت ترین عسل های ایران می باشد اشاره کرد .

## رودخانه‌ها
از رودخانه‌های مهم این منطقه می‌توان به موارد زیر اشاره کرد:
1. حوزهٔ دریای خزر: قزل اوزن یا سفیدرود که به دریای خزر می‌ریزد.
2. حوزهٔ خلیج فارس: قشلاق؛ این رود که تامین‌کنندهٔ اصلی آب سد وحدت سنندج می‌باشد در ۲۰ کیلومتری جنوب سنندج با پیوستن به گاوه رود؛ رود سیروان را به وجود می‌آورند که آب این رود در نهایت به اروند رود و خلیج فارس می‌ریزد.
3. رودخانه خورخوره که به سد شهید کاظمی می‌ریزد می‌توان اشاره کرد.
4. زرینه رود که به دریاچه ارومیه می‌ریزد.

## چشمه‌ها و ییلاق‌ها
در تمام جبهه‌های این منطقه چشمه‌های فراوانی وجود که که معروف‌ترین و پُر آب‌ترین چشمه آن کانی چاۆڕەش نام دارد که در ضلع جنوب شرقی آن قرار دارد.
از ییلاق‌های چهل‌چشمه می‌توان از ییلاق گرمه در شمال غرب مریوان، ییلاق قولنگ احمد خدر در منطقهٔ شمال شرق دیواندره، ییلاق میکائیل کویره، هوار یا ییلاق کانی چاوره‌ش، ییلاق جمین، ییلاق کانی زلیخا و در آخر ییلاق مصطفی خان نام برد. در این مجموعه به دلیل مسیرهای پر شیب و دره‌های بهمن‌گیر ان در زمستان بسیار خطرناک می‌باشد و جهت صعود به آن باید حتماً از راهنماها و کوهنوردان آشنا به مسیر منطقه استفاده نمود.

## پوشش جانوری
از جانداران این منطقه می‌توان به خرس، گرگ، روباه، خرگوش، کبک کوهی، مارهای فراوان و گراز اشاره نمود.

نمایی از کوههای چهل چشمه